# Großer Möggelinsee
Der Große Möggelinsee ist ein See auf der Gemarkung der Stadt Zossen im Landkreis Teltow-Fläming im Land Brandenburg.

## Name
Der See wird 1541 als Moglin schriftlich genannt. Der Name leitet sich wohl von slawisch *mogyla „Erdhügel, Grabhügel“ ab.

## Geographie
Das Gewässer liegt südlich des Stadtzentrums und dort westlich des Ortsteils Lindenbrück. Östlich liegt der Stadtteil Egsdorf der Stadt Teupitz, südlich der Lindenbrücker Gemeindeteil Zesch am See. Das Gewässer ist Bestandteil des Naturschutzgebietes Großer und Kleiner Möggelinsee.

## Geschichte
Der See ist natürlichen Ursprungs, entstand nach der Weichsel-Eiszeit und speist sich hauptsächlich aus Grundwasser. Die Verbindung zum Kleinen Zeschsee wurde jedoch von Menschen vermutlich im Mittelalter angelegt. Dies gilt auch für den Abfluss im Nordosten, der in den Kleinen Möggelinsee führt. Experten des Landes Brandenburg begründen diese Annahme mit begradigten Abschnitten und einigen erkennbaren Durchstichen. Im Schmettauschen Kartenwerk sind die Verbindungen bereits vorhanden.
Mit der Errichtung des Truppenübungsplatzes in Zossen wurde auch der See zwar Bestandteil eines militärischen Sperrgebiets, aber nicht militärisch, sondern nur intensiv zur Fischerei genutzt. Die GSSD beangelten ebenfalls das Gewässer und errichteten zur Nutzung Plattformen im Wasser, Stege, eine Kanalisation sowie am Westufer einige Gebäude. Sie nutzten auch ein zwischen Kleinem und Großem Möggelinsee befindliches Gut, das im Herbst 1994 durch Vandalismus zerstört wurde und schließlich abbrannte.
2010 kam es zu einem Sauerstoffmangel im See, in dessen Folge der Fischbesatz abstarb. Seitens des Eigentümers kam es zu einem Neubesatz mit Aalen, Zander und Karpfen.

## Zustand und Nutzung
Untersuchungen aus den Jahren 1994 bis 2008 beschreiben den See als schwach polytroph. Dies lag zum einen an der intensiven Nutzung der vergangenen Jahrzehnte, zum anderen an den durchgeführten Meliorationsmaßnahmen. 2015 war der See verpachtet, jedoch nicht mehr fischereilich genutzt.
Das Gewässer ist von einem nahezu geschlossenen Gürtel aus Röhricht umgeben; vereinzelt wachsen auf der Oberfläche See- und Teichrosen. Unterwasserpflanzen wie das Große Nixenkraut oder das Raue Hornblatt sind nur punktuell vorhanden. Der östliche Bereich des Sees ist stark verlandet. Hier wachsen unter anderem die Krebsschere sowie der Froschbiss. Im Wasser wurden die Karausche sowie der Fischotter nachgewiesen.